# 1377

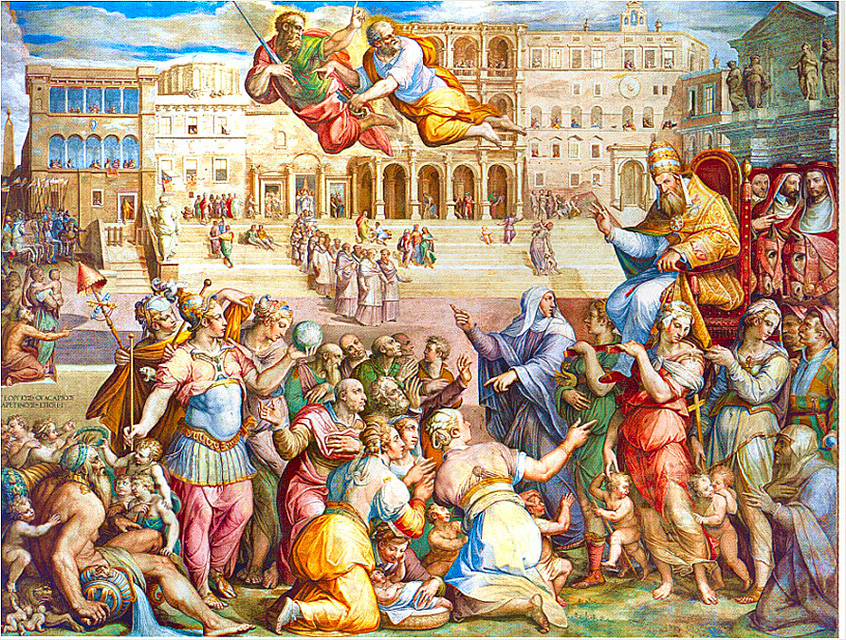
Gregorius XI keert terug in Rome

Het jaar 1377 is het 77e jaar in de 14e eeuw volgens de christelijke jaartelling.

## Gebeurtenissen
januari
- 17 - Paus Gregorius XI doet intocht in Rome, waar hij het pauselijk hof terug naartoe verplaatst vanaf Avignon. Einde van de 'Babylonische ballingschap der pausen'.

februari
- 3 tot 5 - Bloedbad van Cesena: Als de bevolking van Cesena in opstand komt tegen het gedrag van zijn troepen, treedt pauselijk gezant kardinaal Robert van Genève zeer streng op. Tussen de 2500 en 5000 burgers worden gedood.

juni
- 22 - Engeland - Eduard III wordt opgevolgd door zijn kleinzoon Richard II
- 24 - Het Verdrag van Brugge loopt af zonder definitieve overeenstemming, en de vijandelijkheden in de Honderdjarige Oorlog worden hervat.

augustus
- 2 - Otto III van Monferrato trouwt met Violante Visconti.

oktober
- 11 - Peter IV van Aragon trouwt met Sybilla de Fortia.

november
- 29 - Keizer Karel IV beleent Willem III van Gulik, die met Jan II van Blois de Eerste Gelderse Successieoorlog strijdt, formeel met het hertogdom Gelre.

zonder datum
- Ban Tvrtko I wordt de eerste koning van Bosnië.
- Het eiland Wulpen vergaat grotendeels in een springvloed.
- Johannes von Rheinfelden geeft de eerste beschrijving van kaartspelen.
- Ocko I tom Brok trouwt met Foelke Kampana
- In de B-versie van Piers the Plowman van William Langland wordt Robin Hood voor het eerst genoemd.

- oudst bekende vermelding: Haarsteeg

## Opvolging
- Litouwen - Algirdas opgevolgd door zijn broer Jogaila
- Malta - Guglielmo opgevolgd door Manfredo III Chiaramonte
- Sicilië - Frederik III opgevolgd door zijn dochter Maria
- Orde van Sint Jan - Robert de Juliac opgevolgd door Juan Fernández de Heredia
- Stolp - Casimir IV opgevolgd door Wartislaw VII
- Walachije - Vladislav I opgevolgd door zijn broer Radu I

## Bouwkunst

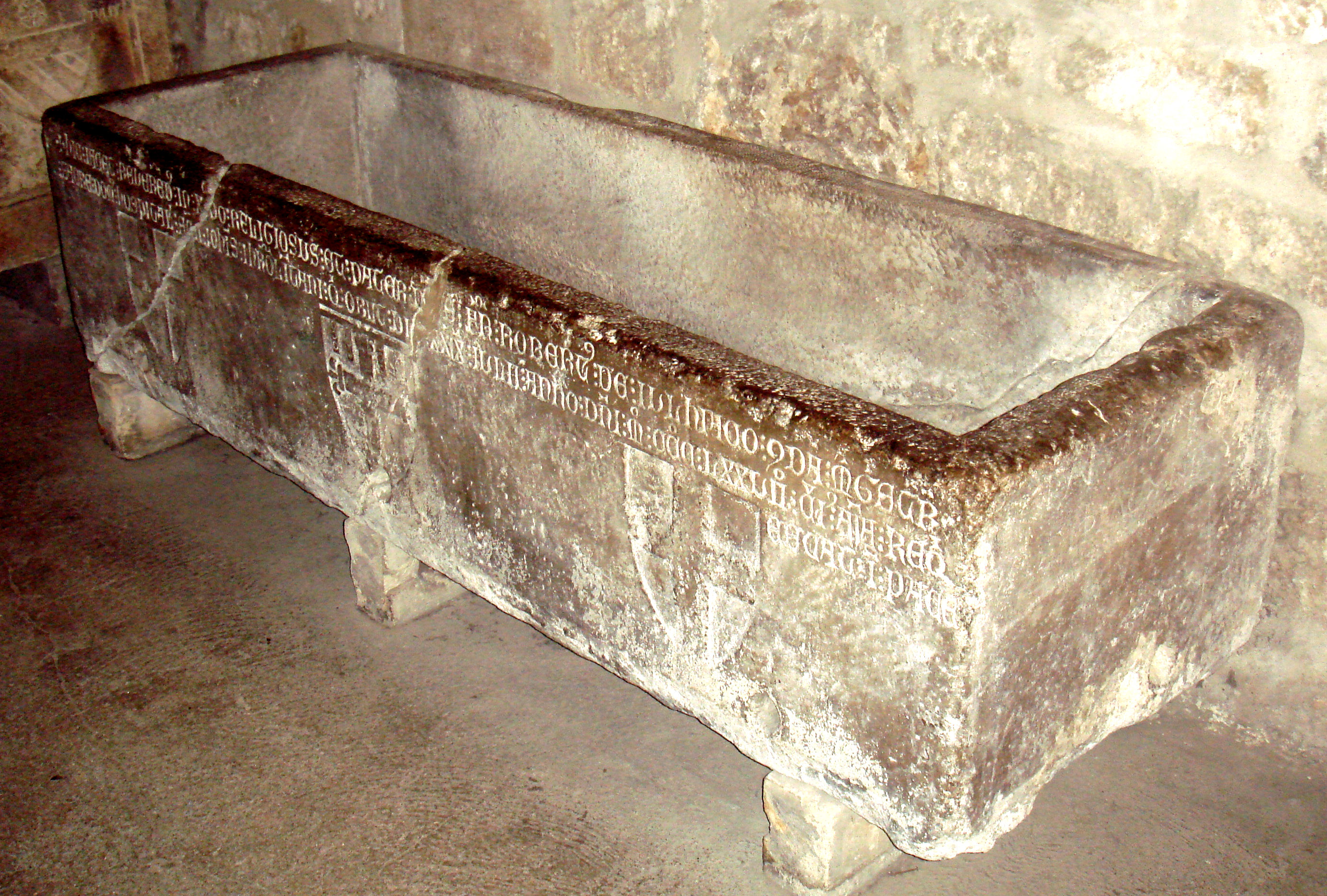
Sarcofaag van Robert de Juliac
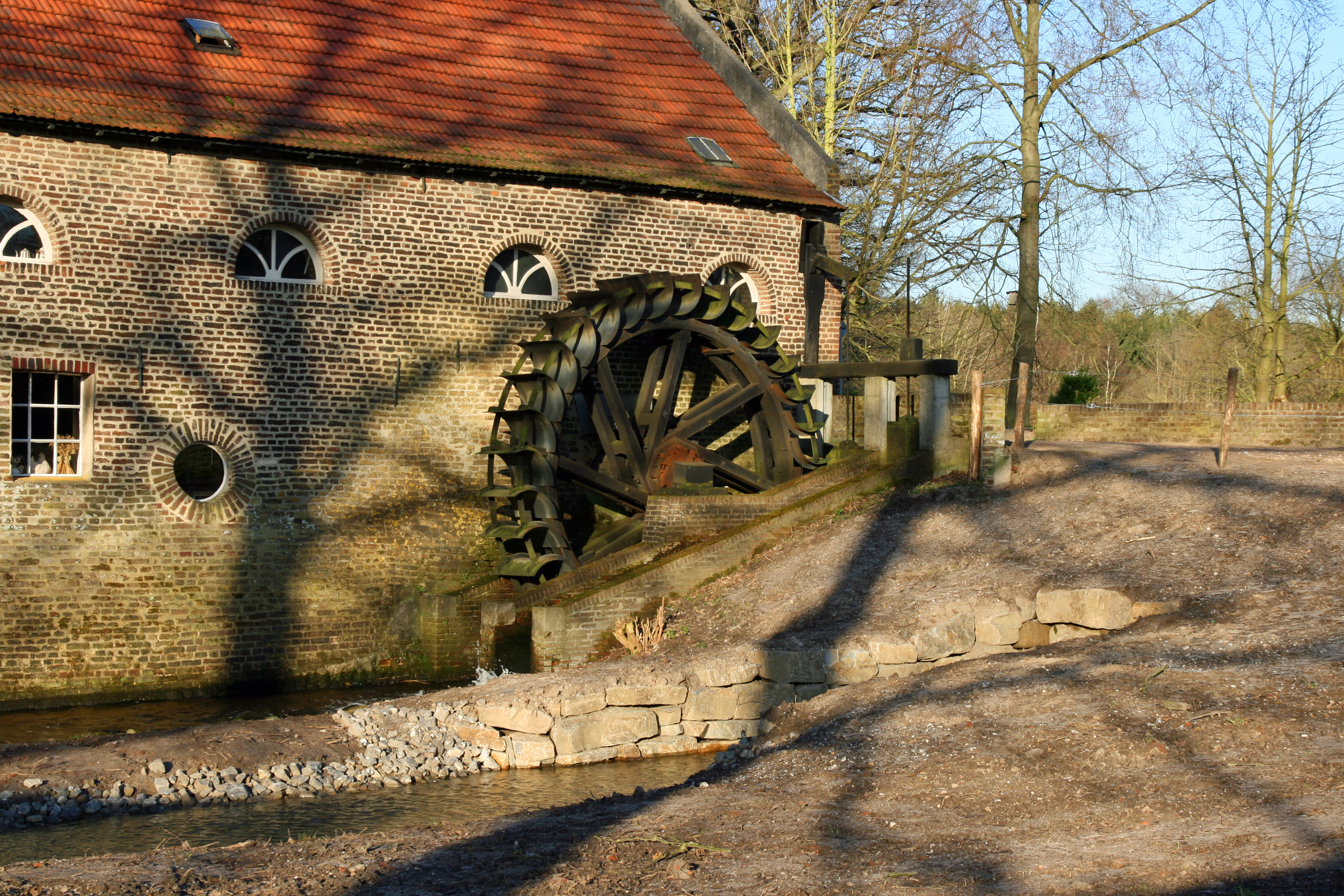
Gitstappermolen, Vlodrop, gebouwd 1377

## Geboren
- 15 februari - Ladislaus, koning van Napels (1386-1414)
- 21 juli - Shahrukh Mirza, vorst van Khorasan en sjah van Perzië (1405-1447)
- 1 augustus - Go-Komatsu, keizer van Japan (1392 (1382)-1412)
- 19 september - Albrecht IV van Oostenrijk, hertog van Neder-Oostenrijk
- 5 oktober - Lodewijk II van Anjou, Frans edelman
- 5 december - Jianwen, keizer van China (1398-1402)
- Chökyi Gyaltsen, Tibetaans geestelijk leider
- Ernst I van Oostenrijk, aartshertog van Stiermarken en Karinthië
- Filippo Brunelleschi, Florentijns kunstenaar
- Thomas Beaufort, Engels militair (jaartal bij benadering)

## Overleden
- 24 januari - Frederik III, koning van Sicilië (1355-1377)
- 13 april - Guillaume de Machault, Frans componist
- 2 mei - Hugh II van Devon, Engels militair
- mei - Algirdas (~80), grootvorst van Litouwen (1345-1377)
- 21 juni - Eduard III (64), koning van Engeland (1327-1377)
- 31 juli - Robert de Juliac, grootmeester van de Orde van Sint-Jan
- 11 november - Dirk III van Brederode, Hollands edelman
- Frederik IX van Hohenzollern, Duits edelman
- Jean d'Oisy, Zuid-Nederlands architect
- Oswald von Wolkenstein, Duits componist en dichter (jaartal bij benadering)
- Richardis van Schwerin, echtgenote van Albrecht van Mecklenburg, koning van Zweden